# … denn sie wissen nicht, was sie tun
… denn sie wissen nicht, was sie tun (orig. Rebel Without a Cause) ist ein US-amerikanisches Filmdrama aus dem Jahre 1955 mit James Dean, der in diesem 1950er-Jahre-Drama unter der Regie von Nicholas Ray als Rebell um Liebe und Anerkennung ringt. Es ist James Deans vorletzter Film, der maßgeblich dazu beitrug, dass Dean zum Ausnahmestar wurde. Erstmals werden die Probleme der Silent Generation in Gesellschaft und Familie explizit thematisiert.

## Handlung
Jim Stark, ein Jugendlicher aus der oberen Mittelschicht, ist gerade mit seinen Eltern nach Los Angeles gezogen. Er hatte offenbar schon an seinen vorherigen Wohnorten Ärger und landet nun mitten in der Nacht wegen Trunkenheit in der Öffentlichkeit bei der Polizei. Als Grund dafür gibt er gegenüber einem Polizisten an, dass seine Eltern ständig stritten, er sich unverstanden fühle und keinen Respekt vor seinem Vater haben könne, der unter dem Pantoffel seiner Frau und seiner Schwiegermutter stehe. An seiner neuen Schule wird Jim schnell mit einer Bande gleichaltriger, gelangweilter Rowdys konfrontiert, deren Mitglied auch das Mädchen Judy aus Jims Nachbarschaft ist. Bei einer Ausstellung im Griffith-Observatorium versucht der Anführer Buzz, ihn zu provozieren und in einen Kampf zu verwickeln. Als Jim Ruhe bewahrt und sich zu verteidigen weiß, fordert Buzz ihn zu einer Mutprobe heraus. John, genannt ‚Plato‘, ein fünfzehnjähriger, etwas verstörter Junge, der Jim insgeheim anhimmelt, warnt ihn davor. Plato erzählt ihm von einer leerstehenden Villa, die in der Nähe des Observatoriums liegt, wo sie sich jederzeit verstecken könnten.
Am Abend desselben Tages trifft sich Jim an der Küste mit der Bande zur Mutprobe, dem sogenannten „Hasenfußrennen“ („chicken run“). Buzz und Jim rasen dabei in gestohlenen Autos auf eine Klippe zu. Wer zuerst aus dem Auto springt, ist das „chicken“, der Feigling. Während Jim kurz vor der Klippe herausspringt, bleibt Buzz mit dem Jackenärmel am inneren Türgriff hängen und stürzt mit dem Auto in die Tiefe. (Siehe auch: Feiglingsspiel)
In den nächsten Stunden herrscht in der Stadt Aufregung über den Todesfall. Als Goon, Crunch und Moose – drei Mitglieder der Bande – Jim zu Unrecht verdächtigen, der Polizei über den nächtlichen Vorfall berichtet zu haben, muss er fliehen. Mit Jim geht Judy, die sich in ihn verliebt hat. Dazu stößt Plato, der sich heimlich aus dem Haus seiner Eltern, in dem er meist allein mit einer Gouvernante wohnt, eine Pistole mitgenommen hat. Sie suchen die verlassene Villa auf, wo Jim und Judy einander ihre Liebe gestehen und Plato die beiden als seine „Ersatzeltern“ betrachtet. Bald wird ihr Versteck von den drei Bandenmitgliedern entdeckt und Plato davongejagt. Plato verwundet einen der Angreifer mit der Pistole und flüchtet querfeldein in das Griffith-Observatorium. Jim folgt ihm dorthin, bevor das Gebäude von der Polizei umstellt wird. Jim gewinnt Platos Vertrauen und es gelingt ihm, bei einer günstigen Gelegenheit die Patronen aus Platos Pistole zu entfernen und ihn zur Aufgabe zu überreden. Als Plato vor die Tür des Gebäudes tritt und die Polizisten die Pistole in seiner Hand sehen, erschießen sie ihn. Jim, der kurz zuvor im Observatorium seine rote Jacke an Plato überreichte, schließt ihm die Jacke als letzten Akt der Freundschaft mit den Worten „ihm ist immer kalt“. Seinen Eltern, die durch die bedrohlichen Ereignisse wieder zusammengeschweißt wurden, stellt er Judy als seine Freundin vor.

## Entstehung

### Zeitgeschichte
In den 1950er-Jahren sorgte die Kultur der Halbstarken sowohl in den Vereinigten Staaten als auch weltweit sowie im deutschsprachigen Raum für öffentliches Aufsehen. In den USA kamen die Halbstarken aus der Mittelschicht, die nach dem Zweiten Weltkrieg reich genug war, ihren Kindern Motorräder oder Autos kaufen zu können. Somit erhielten viele amerikanische Jugendliche der Mittelschicht erstmals in großem Stile die Chance, sich selbst zu entdecken und zu individualisieren. Diese Fahrzeuge wurden in dem Film als Statussymbole eingesetzt.
Die Halbstarken fuhren in Gangs, verursachten nicht selten Schlägereien und fielen durch Alkoholkonsum auf. Verbunden war das Verhalten oft mit einer rebellischen Haltung gegen ihre Eltern. Zur Musik der Halbstarken gehörte der  Rock ’n’ Roll, der sich ebenfalls 1955 entfaltete. Zum Entstehungszeitpunkt von … denn sie wissen nicht, was sie tun gab es eine breite öffentliche Debatte um den Generationenkonflikt. Regisseur Nicholas Ray wollte mit seinem Film einen sozialen Kommentar in die Debatte hineintragen. Bis auf einige B-Movies hatte es bisher in Hollywood keine Filme gegeben, in denen die Teenager und deren Jugendkultur im Zentrum der Handlung standen.
Ray versuchte, den Film möglichst authentisch zu machen: Er forschte in den Unterlagen von Jugendämtern nach dem Verhalten von Jugendlichen und begleitete jugendliche Gangs für einige Nächte durch Los Angeles. In diesem Bestreben wurde der Schauspieler Frank Mazzola neben seiner Darstellung des Bandenmitglieds Crunch zugleich zum technischen Berater am Filmset, denn Mazzola gehörte zu dieser Zeit einer ähnlichen Gang an. Seine Aufgabe als Berater war es, das Verhalten der Figuren, deren Bekleidung und ihr Auftreten möglichst realistisch erscheinen zu lassen.

### Drehbuch
Den Originaltitel Rebel Without a Cause entnahm Warner Brothers aus einem 1944 erschienenen Buch Rebel Without a Cause: The Hypnoanalysis of a Criminal Psychopath von Robert M. Lindner. Das Buch des Psychologen Lindner widmet sich zwar dem Thema Jugendkriminalität, es hat aber ansonsten nichts mit der Handlung des Filmes zu tun. Bereits ab Ende der 1940er-Jahre wollte Warner Brothers einen Film unter dem Titel Rebel Without a Cause machen, man entwickelte sogar einzelne Drehbuchfragmente. Diese Fragmente wurden auch für eine fünfminütige Testaufnahme mit Marlon Brando verwendet – sie wurden allerdings nicht in den späteren Film eingefügt.
Zunächst war Irving Shulman als Drehbuchautor von Ray beschäftigt, einige von seinen Szenen sind auch noch im Drehbuch enthalten. Der Großteil wurde allerdings von Shulmans Nachfolger Stewart Stern geschrieben, der nach eigener Aussage persönliche Erfahrungen aus seiner Jugend miteinfließen ließ und für seine psychologisch tiefen Drehbücher in Hollywood bekannt war. Man legte auch die Figur des Plato homosexuell an, obwohl der Hays Code damals noch solche Themen offiziell verbot. Somit konnte die Homosexualität im Film nur subtil angedeutet werden, etwa durch Details wie ein Foto von Alan Ladd in Platos Schulspind. Das ursprüngliche Drehbuch hatte auch einen Kuss zwischen Jim und Plato vorgesehen, der jedoch wohl wegen des Hays Codes aufgegeben werden musste. In der Eröffnungssequenz des Filmes werden Stewart Stern für das Drehbuch, Nicholas Ray für die Handlung und Irving Shulman für die Adaption erwähnt. Nur Ray erhielt für die Entwicklung der Story eine Nominierung. Stewart Stern sagte allerdings später, dass er und auch Shulman ebenso viel Anteil an der Entwicklung der Story hatten.

### Besetzung
Ray entdeckte in James Dean sofort die perfekte Projektionsfläche jugendlicher Bedürfnisse, als er ihn erstmals in Jenseits von Eden von Elia Kazan sah. Deans einziger, kurzzeitiger Konkurrent für die Rolle war Paul Newman. Die Beziehung zwischen Dean und Ray bei den Dreharbeiten war sehr harmonisch, so brachte Dean etwa die Anfangsszene ins Gespräch, wo Deans Figur das Spielzeug mit einer kleinen Tüte bedeckt. Das bildete den Bogen zur letzten Szene, in der der erschossene Plato mit Jims Jacke bedeckt wird. Auch die Idee, Jim in der Treppenszene zwischen seinen Eltern zu platzieren, um seine innere Zerrissenheit zu zeigen, stammte von Dean.
Von Natalie Wood als Judy war Ray allerdings weniger überzeugt, obwohl er mit ihr eine Liebesaffäre während der Dreharbeiten hatte und sie die Rolle unbedingt wollte. Er empfand, dass sie für die Rolle eines wilden Teenagers zu unschuldig wirkte. Daher rief sie ihren Regisseur eines Nachts an, als sie in einen Autounfall mit Freunden geraten war, er solle zum Krankenhaus kommen. Der verärgerte Arzt beschimpfte sie als verdammte jugendliche Kriminelle („goddamn juvenile delinquent“). Wood sagte darauf triumphierend zu Ray, ob er gehört habe, wie der Arzt sie genannt habe und ob sie nun die Rolle bekommen könne. Letztlich brachte es Wood den ersehnten Sprung zum Erwachsenenfach.
Marietta Canty als Platos Kindermädchen und Virginia Brissac als Jims Großmutter spielen ihre letzten Filmrollen.

### Dreharbeiten

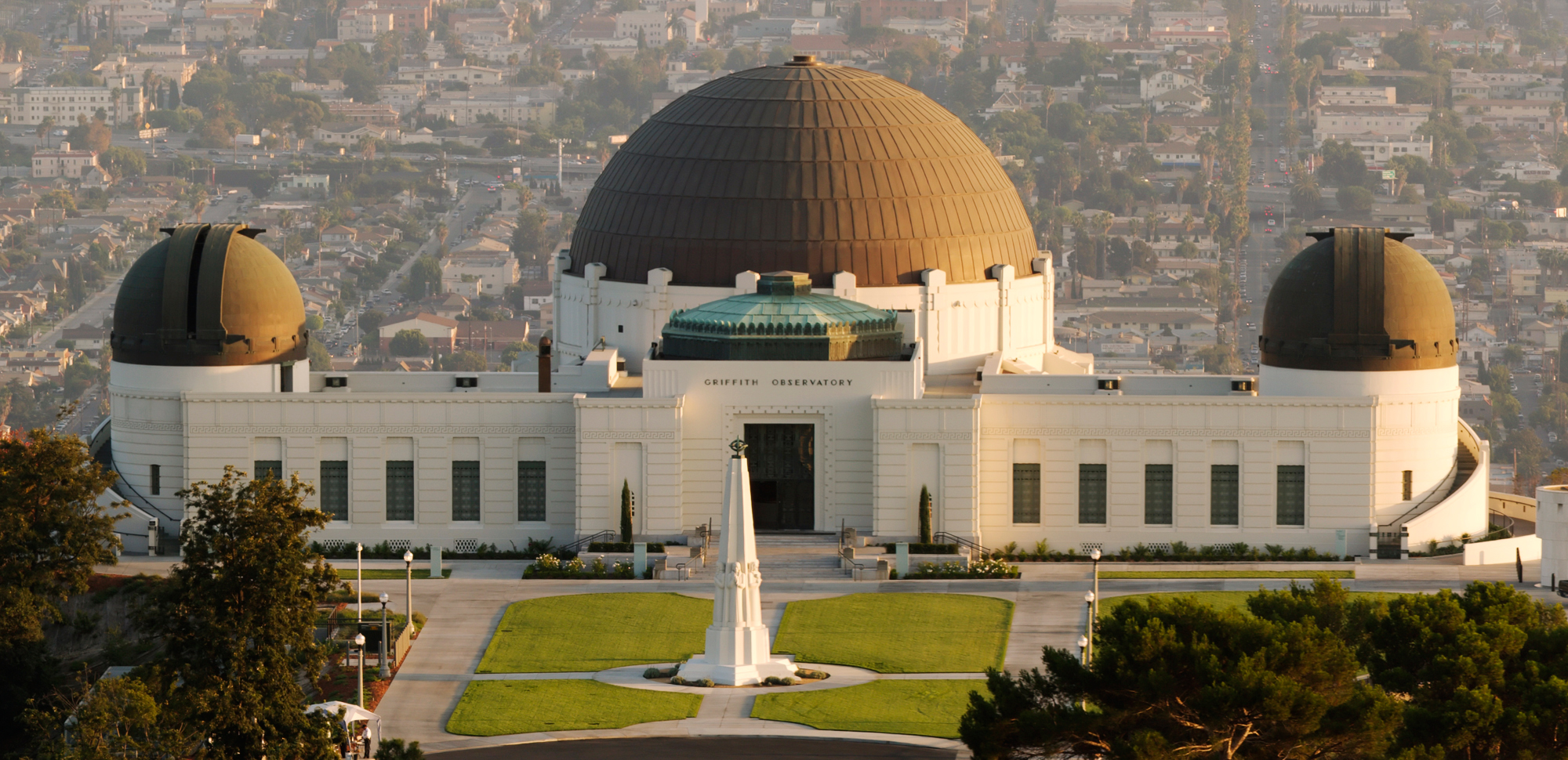
Griffith-Observatorium

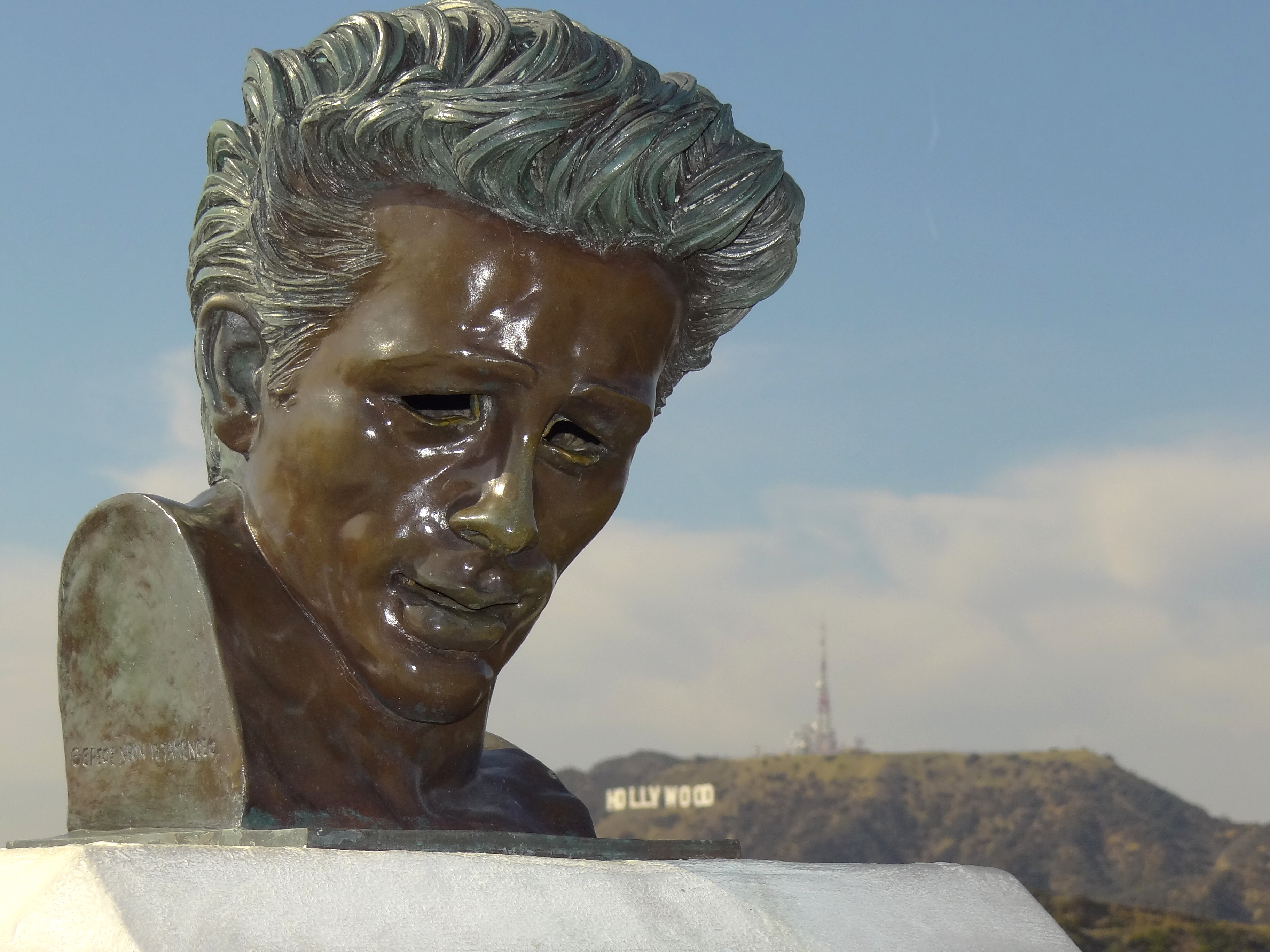
Büste von James Dean am Griffith-Observatorium

Der Film wurde zwischen dem 28. März 1955 und dem 25. Mai 1955 gedreht. Zu Beginn galt der Film eigentlich als B-Movie und erste Szenen waren bereits in Schwarzweiß geschossen. Das Studio wollte die Dreharbeiten schon kurz nach Beginn einstellen, da nach Meinung der Produzenten Jugendliche sich nicht so verhielten. Auch gerieten die Beteiligten in den Verdacht anti-amerikanischer Umtriebe (der Film wurde noch während der McCarthy-Ära gedreht). Dann bemerkte Studioboss Jack L. Warner das Starpotenzial von Dean nach erfolgreichen Testvorführungen und ordnete an, den Film aufwendiger und in Farbe zu drehen. Zudem war der Film bereits von Anfang an im Cinemascope-Verfahren gedreht worden und der Cinemascope-Vertrag sah es vor, dass die Filme in Farbe geschossen werden mussten.
Bei dem Planetarium handelt es sich um das berühmte Griffith-Observatorium in Los Angeles, das auch Schauplatz vieler anderer Filme ist. Die verlassene alte Villa war die so genannte Getty Mansion am Wilshire Boulevard. Der im Garten des Anwesens befindliche Swimmingpool war fünf Jahre zuvor eigens für Billy Wilders Klassiker Boulevard der Dämmerung errichtet worden, wo die Villa als Wohnsitz der unheimlichen Stummfilmdiva Norma Desmond diente. Zwei Jahre nach dem Dreh von … denn sie wissen nicht, was sie tun wurde das Gebäude abgerissen. Bei der Schule handelt es sich um die Santa Monica High School in Santa Monica. Das Wohnzimmer der Familie Stark ließ Regisseur Ray auf seinem eigenen basieren.

### Cameo-Auftritt
In der letzten Szene des Filmes geht ein Mann ins Planetarium, während die Polizeiautos mit Judy und Jim vom Ort wegfahren. Bei diesem Mann handelt es sich um Nicholas Ray in einem Cameoauftritt.

## Deutsche Fassung
| Figur                          | Darsteller       | Deutscher Sprecher  |
| ------------------------------ | ---------------- | ------------------- |
| Jim Stark                      | James Dean       | Dietmar Schönherr   |
| Judy                           | Natalie Wood     | Margot Leonard      |
| John „Plato“ Crawford          | Sal Mineo        | Horst Buchholz      |
| Mr. Frank Stark, Jims Vater    | Jim Backus       | Wolfgang Eichberger |
| Buzz Gunderson, Bandenanführer | Corey Allen      | Wolfgang Gruner     |
| Judys Vater                    | William Hopper   | Siegmar Schneider   |
| Jugend-Inspektor Ray Fremick   | Edward Platt     | Curt Ackermann      |
| Crunch, Bandenmitglied         | Frank Mazzola    | Harry Wüstenhagen   |
| Goon, Bandenmitglied           | Dennis Hopper    | Eckart Dux          |
| Moose, Bandenmitglied          | Jack Grinnage    | Peter Schiff        |
| Dr. Minton, Astronomie-Experte | Ian Wolfe        | Robert Klupp        |
| Polizist                       | House Peters Jr. | Wolfgang Preiss     |

Die deutsche Synchronfassung entstand zur deutschen Kinopremiere im März 1956 bei der Deutsche Mondial Film GmbH.
Der englische Originalname des Filmtitels Rebel without a cause lässt sich wortwörtlich mit „Rebell ohne Anlass (oder: Anliegen)“ übersetzen. Die deutsche Übersetzung … denn sie wissen nicht, was sie tun nimmt auf einen Bibelvers Bezug, mit dem Jesus seine Peiniger vor Gott entschuldigen will. Die Worte stammen aus dem Lukasevangelium (Lk 23,34 ), und sie gehören zum Kreis der Sieben letzten Worte Jesu Christi. Die Verse lauten in der Lutherbibel:

„Es wurden aber auch andere hingeführt, zwei Übeltäter, dass sie mit ihm hingerichtet würden. Und als sie kamen an die Stätte, die da heißt Schädelstätte, kreuzigten sie ihn dort und die Übeltäter mit ihm, einen zur Rechten und einen zur Linken. Jesus aber sprach: ‚Vater, vergib ihnen; denn sie wissen nicht, was sie tun!‘ Und sie verteilten seine Kleider und warfen das Los darum.“

Der Titel wurde vom deutschen Verleih gewählt, weil man sich nach Jenseits von Eden und seinem Erfolg mit einem weiteren Bibelzitat bessere Marktchancen ausrechnete.

## Rezeption
Der Film wurde Ende Oktober 1955 aufgeführt, einen Monat nach Deans Unfalltod. Dieser Umstand und die Tatsache, dass Dean neben Marlon Brando der einzige glaubhafte Vertreter einer orientierungslosen, unglücklichen Generation gewesen war, machten den Film zu einem über seine Zeit hinausgehenden Dokument jugendlichen Lebensgefühls. Der Film wurde zu einem bedeutenden Bestandteil der Jugendkultur der 1950er-Jahre, was sich unter anderem darin äußerte, dass Deans Kleidung aus dem Film zu Verkaufsschlagern wurden. Der Film erspielte alleine in den USA bei seiner ersten Kinoveröffentlichung rund 4,5 Millionen US-Dollar, die Produktionskosten von 1,5 Millionen US-Dollar wurden gleich dreimal wieder eingespielt. Filmhistorisch gilt er als einer der ersten Jugendfilme.
Der größte Teil der Presse lobte … denn sie wissen nicht, was sie tun schon bei seiner Veröffentlichung, auch heute wird er von Kritikern noch immer hochgehalten. Dies spiegelt sich auch in den Auswertungen US-amerikanischer Aggregatoren wider. So erfasst Rotten Tomatoes fast ausschließlich wohlwollende Besprechungen und ordnet den Film dementsprechend als „Zertifiziert Frisch“ ein. Metacritic ermittelt aus den vorliegenden Bewertungen „Allgemeines Kritikerlob“. Und They Shoot Pictures, Don’t They? zählt den Film zu den 1000 angesehensten Werken der Filmgeschichte.

„Zukunftsangst und Richtungslosigkeit amerikanischer Teenager der 50er Jahre und ihre Rebellion gegen die satte Selbstzufriedenheit ihrer gutbürgerlichen Elternhäuser bestimmen das Klima des Dramas dreier Halbwüchsiger, die ihre Aggressionen als Mitglieder einer motorisierten Bande bei gefährlichen, in einem Fall tödlichen Spielen abreagieren. Ein aufregender und alarmierender Film, mit dem James Dean, der Prototyp dieser Generation, zum Weltstar wurde. Hervorragend in Story, Regie, Darstellung und Farbdramaturgie.“

„James Dean wurde in den 50er Jahren mit nur drei Filmen zum Jugend-Idol. Seither ist er für viele Generationen bis heute eine Symbolfigur für den aufmüpfigen, unangepaßten Jugendlichen geblieben. Der Mythos wurde noch verstärkt durch den frühen Unfalltod des Stars, der mit seinem Porsche in den Tod raste. Nicht einmal die zahlreichen Enthüllungen aus seinem skandalträchtigen Privatleben konnten seine Popularität schmälern. Auch in seinen anderen beiden Filmen, Giganten (1956) und Jenseits von Eden (1955) spielte Dean den unverstandenen jungen Mann, der sich gegen elterliche Normen auflehnt. Doch in … denn sie wissen nicht, was sie tun findet seine große Rebellen-Nummer den dankbarsten Nährboden. Doch Regisseur Nicholas Ray machte daraus kein belangloses Teenager-Drama, sondern das beeindruckend stimmige Porträt einer Generation. Ganze Legionen von thematisch ähnlichen Filmen (bis hin zur unsäglichen Eis am Stiel-Reihe, in der auch eine ähnliche Mutprobe vorkommt) haben sich hier bedient, ohne an die inszenatorische Qualität des Filmes auch nur auf Sichtweite heranzukommen.“

„Die Wiederaufführung des Klassikers ermöglicht zwar interessante Blicke auf das alte Amerika, sein Hauptdarsteller wirkt aus heutiger Sicht jedoch seltsam larmoyant. Der Lack ist ab.“

## Auszeichnungen
Der Film erhielt 1956 drei Oscar-Nominierungen:
- Sal Mineo in der Kategorie Bester Nebendarsteller
- Natalie Wood in der Kategorie Beste Nebendarstellerin
- Nicholas Ray für die beste Originalstory für einen Film.

Im selben Jahr erhielt James Dean den französischen Étoile de Cristal als bester ausländischer Darsteller. Ferner wurde Nicholas Rays Film 1957 mit zwei Nominierungen bei den British Film Academy Awards berücksichtigt (Bester Film und James Dean als Bester ausländischer Darsteller). Natalie Wood erhielt den Golden Globe Award als Beste Nachwuchsdarstellerin. Im Jahr 1990 wurde … denn sie wissen nicht, was sie tun in das National Film Registry aufgenommen, ein Verzeichnis US-amerikanischer Filme, die als besonders erhaltenswert angesehen werden.

## Trivia
- Alle drei Hauptdarsteller – James Dean, Sal Mineo und Natalie Wood – starben unter tragischen Umständen vorzeitig; Dean starb bei einem Autounfall im September 1955, Mineo wurde im Februar 1976 ermordet und Wood ertrank im Spätherbst 1981. Edward Platt beging im März 1974 Selbstmord.